# 刘光涛
刘光涛（1920年—2011年），男，陕西三原人。中华人民共和国政治人物、中国人民解放军少将。

## 生平
早年担任八路军平西挺进军政治部青年科科长。1942年，任冀东军区十二团二营政治教导员；1943年，任冀东军区十二团政治处主任。1944年，任冀东军区十二团政委。1945年，任任冀热辽军区第十六军分区二十一旅政委。1946年，任东北民主联军、东北野战军三纵八师政委，后改第四野战军第40军119师政委。1950年，率部参加朝鲜战争。1953年，担任中国人民解放军第40军政治部副主任；后升任主任。1961年，升任40军政委；1964年授少将军衔。1978年，升任沈阳军区副政治委员。1977年，任中共黑龙江省委第一书记。